# Pay Day (film fra 1918)
Pay Day er en amerikansk stumfilm fra 1918 af Sidney Drew og Lucile McVey.

## Medvirkende
- Sidney Drew - Kirke Brentwood
- Lucile McVey - Doris Fenton
- Florence Short
- Emily Lorraine - Fenton
- Charles Riegel - Grayson